# Brotherella luzonensis
Brotherella luzonensis är en bladmossart som beskrevs av Fleischer 1923. Brotherella luzonensis ingår i släktet Brotherella och familjen Sematophyllaceae. Inga underarter finns listade i Catalogue of Life.